# Sonny’s Blues
O Blues de Sonny (Sonny’s Blues) (1957) é um conto escrito por James Baldwin. Foi inserido mais tarde, em 1965, na coleção de contos “Ao Encontro do Homem” (Going to Meet the Man).

## Trama
A estória começa quando o narrador descobre que o seu irmão, Sonny, é preso por posse de heroína. O narrador então fala sobre sua vida como professor de uma escola no Harlem, mas não consegue tirar o Sonny da cabeça. Ele pensa em todos os seus alunos, que não tem muito futuro e acabarão por afundar nas drogas algum dia, a exemplo de Sonny. Em seguida, ele encontra um amigo de Sonny e fica sabendo que o internarão para ser reabilitado, mas que no fim das contas ele irá ser liberado e terminará só. 
A princípio, o narrador não escreve para Sonny e sim Sonny que entra em contato com ele através de uma carta, pois a filha do narrador, Gracie, havia acabado de falecer de pólio e então ficamos sabendo que Sonny e o narrador são irmãos. Até que Sonny sai da cadeia e vai viver com o narrador. Quando estão jantando um flashback os leva até os seus pais.
O narrador descreve o seu pai, um alcoólatra, que se foi quando Sonny só tinha quinze anos. Sonny e o pai tinham a mesma privacidade, porém não se davam bem. Sonny, por sua vez, era recolhido e quieto, enquanto que seu pai dava uma de superior, durão e estridente.
O narrador então se recorda da última vez que havia visto a mãe viva, um pouco antes de ir para a guerra (provavelmente a Segunda Guerra), o que ela havia dito a respeito de seu tio (atropelado por uns garotos brancos bêbados) e de como o seu pai nunca mais foi o mesmo, pedindo-o que cuidasse de Sonny. Dois dias depois, o narrador se casaria com Isabel e partiria para a guerra, só retornando para o funeral de sua mãe.
Ao voltar, ele tem uma conversa com Sonny e tenta conhecê-lo melhor, pois eles são muito distantes. Ao perguntá-lo sobre o que Sonny gostaria de ser, este o responde que quer ser músico de jazz e tocar piano. O narrador não aceita isso, por não concordar que seja a melhor coisa para ele. Ao tentarem resolver as condições que iriam viver até terminar a escola, Sonny briga com o irmão e o chama de ignorante por ele não conhecer Charlie Parker e acaba desabafando que não quer se formar na escola ou morar na casa dos pais de Isabel. Por fim, eles acabam chegando a um acordo; como os pais de Isabel têm um piano, o qual Sonny poderá tocar a vontade a menos que volte a estudar, ele com relutância (no entanto animado por causa do piano) aceita a proposta de morar com eles.
Sonny fica indiferente e não fala com ninguém e vive tocando o piano ao voltar da escola. Até que um dia descobrem que ele não estava frequentando a escola. Ele passava o tempo com os companheiros de jazz (talvez se drogando) em Greenwich Village. Daí então, Sonny sai de casa, da escola e se alista na marinha.
Os dois moravam juntos em Nova York e todas as vezes que se viam acabavam se desentendendo, até que os dois não se falavam mais.
A narração pula e no futuro Sonny fala a respeito de Gracie e a aflição dela por causa da pólio. Foi quando o narrador decidiu escrever para Sonny fazendo com que o narrador pudesse entender o seu irmão a partir de então. 
Então, o tempo avança para o que parece ser o presente. É um domingo e Isabel está fora com as crianças indo visitar seus avós. O narrador está pensativo ao olhar para o quarto de Sonny e começa a descrever um reencontro em que ambos assistiam a uma mulher cantando e pareciam ser hipnotizados por ela.
Sonny chega e pergunta se o irmão não gostaria de vê-lo tocar em Greenwich Village, e o irmão concorda com um pouco de relutância.
Sonny então começa a falar de seu vício em heroína de maneira ambígua. Ele diz que quando a mulher estava cantando no reecontro deles, o fez lembrar do efeito da heroína nas veias. Ele ainda diz que o faz se sentir no controle e que às vezes ele só quer se sentir desse jeito. O narrador pergunta se ele precisa ficar assim para tocar. Sonny responde que alguns são assim; conversam sobre sofrimento e o narrador pergunta se vale a pena se matar só para tentar escapar do sofrimento que sentia.
Eles vão ao clube de jazz e o narrador percebe como Sonny se sente respeitado ali. Ele ouve Sonny tocar. No início, ele fraqueja, pois não tocava há sete meses, mas depois de algum tempo, ele se torna mágico e encanta ao irmão e a todos que ali estão. O narrador manda um copo de whisky com leite até o piano de Sonny e os dois partilham um breve momento de conexão. Mostrando, assim, que o narrador decide aceitar Sonny pelo que ele é, como seu irmão, apesar de ser um viciado.

## Personagens
- Sonny é o personagem principal. O leitor o vê sob o ponto de vista do irmão, como uma pessoa quieta e introspectiva a qual ele não consegue. Sonny também é descrito pelo narrador como e sonhador. Por conta do seu vício em heroína ele foi para cadeira, porém por sua paixão por jazz ele se tornou um músico.
- Irmão de Sonny é o narrador; seu nome não é mencionado no conto. Ele é professor de álgebra do ensino médio e um homem de família. Diferentemente de Sonny, que está constantemente lutando com suas emoções, ele escolhe ignorar suas angústias.
- Isabel é cunhada de Sonny, ela é aberta e falante. Depois da morte da mãe de Sonny, ele foi morar em sua casa por algum tempo, enquanto o seu irmão estava no exército.
- Creole é o baixista líder da banda que Sonny toca no final do conto. Ele é uma espécie de figura paterna para Sonny.[2]